# 军配

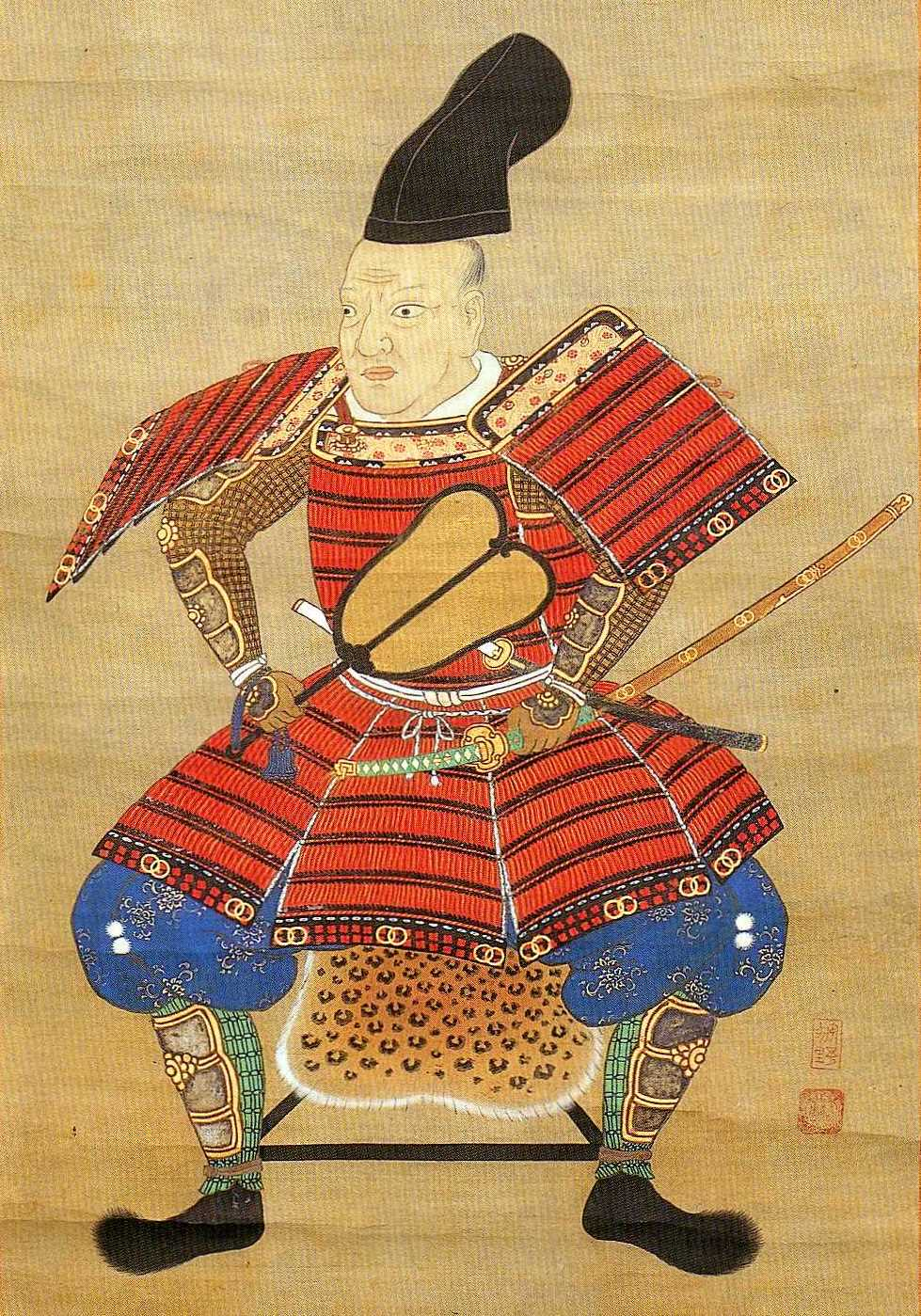
手持军配的脇坂安元

军配，全称军配团扇，是日本古代军事将领在指挥作战时使用的一种扇子，常由皮或铁制成。最初，军配上绘有天干地支、二十八宿的图案，军师可以用之推算吉凶。后来军中大将也手持军配，最典型的例子是战国时代的武田信玄。大相扑行司使用军配作为道具。